# اوکدیل (آیووا)
اوکدیل (به انگلیسی: Oakdale) یک منطقهٔ مسکونی در ایالات متحده آمریکا است که در شهرستان جانسون، آیووا واقع شده‌است. اوکدیل ۲۴۶ متر بالاتر از سطح دریا واقع شده‌است.